# Rudolf Bredt
Rudolf Bredt (* 17. April 1842 in Barmen (heute Stadtteil von Wuppertal); † 18. Mai 1900 in Wetter) war ein deutscher Maschinenbauingenieur und Unternehmer.

## Leben
Nach seinem Maschinenbau- und Mathematikstudium in Karlsruhe und Zürich von 1861 bis 1864 war er beruflich in England und Deutschland vor allem im Sektor des Kranbaus tätig. 1867 trat er in die Stuckenholz AG ein, von der er später alleiniger Eigentümer wurde. 1887 präsentierte Bredt den weltweit ersten elektrisch angetriebenen Kran. Darüber hinaus entwickelte er Dampfkrane und hydraulische Krane weiter. Heute erinnern an Bredt vor allem die nach ihm benannten und von ihm erstmals im Jahr 1896 unter dem Titel Kritische Bemerkungen zur Drehungselastizität in der Zeitschrift des Vereines deutscher Ingenieure veröffentlichten Bredtschen Formeln, essentieller Bestandteil der Festigkeitslehre.
Rudolf Bredt starb 1900 nach langer schwerer Krankheit. Er war seit 1868 mit Auguste (1841–1926), geborene Becker, verheiratet. Die Ehe blieb kinderlos.